# أيي مونغ لاي
أيي مونغ لاي (بالبورمية: အေးမောင်လေး) هو لاعب كرة قدم ميانماري في مركز الوسط، ولد في 10 يونيو 1954 في ميانمار.

## وصلات خارجية
- أيي مونغ لاي على موقع أوليمبيديا (الإنجليزية)